# 블러프 (뉴질랜드)

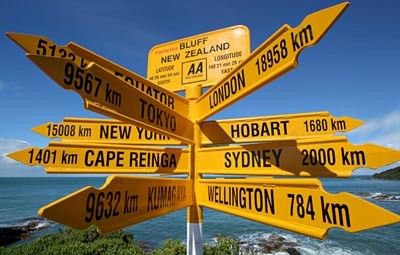
스털링 포인트의 표지판

블러프(Bluff)는 뉴질랜드 남섬 남쪽 해안, 사우스랜드 지방의 항구 도시이다.

## 개요
이 타운은 뉴질랜드 최남단의 도시이다. 더 남쪽에 진짜 최남단인 〈슬로프 포인트〉(Slope Point)가 있지만, 일반적으로 뉴질랜드의 최남단을 언급할 때는 이곳이 인용된다. ("레잉가 곶에서 블러프까지"라는 말이 있다. 레잉가 케이프는 뉴질랜드의 최북단에 있다.)
2001년 뉴질랜드 인구 조사에 의하면, 이 타운에는 1935명의 사람이 살고 있으며, 1996년에 비해 150명 정도 감소하였다.

## 지리
블러프 타운은 블러프 항구의 서쪽과 아와루아 만이 형성된 반도의 끝에 있다. 항구 타운이 접하고 있는 좁은 해협의 입구에 위치하고 있다. 수도의 저편에는 뉴질랜드 유일의 알루미늄 제련소 적출항이 있는 티와이 포인트(Tiwai Point)가 있다.
블러프에는 사화산인 높이 265m의 블러프 힐이 있으며, 강한 서풍으로부터 블러프 타운을 가로막고 있다. 이 언덕에서 원시림을 지나 해안을 따라 걷는 세계적인 산책로가 있다. 이 언덕은 초기 포경 선단에 ‘노인들의 블러프’ 또는 ‘노인 블러프’라는 이름으로 알려져 있으며, 이 타운의 이름은 이 언덕을 따서 지은 것이다.

## 교통
블러프는 1번 국도 상의 인버카길 시에서 30 km 정도 남쪽으로 떨어진 곳에 위치해 있다. 1번 국도가 도시의 남쪽 1 km 거리에 있는 스틀링 포인트에서 종점이 된다. 이 스틀링 포인트에는 세계의 주요 도시와 관광지 및 적도 남극까지의 거리 방향을 지시하는 표지판이 서 있다.
또한 주요 남선이 인버카길 역에서 분기된 블러프 지선의 종점이기도 하다. 블러프 지선은 뉴질랜드에서 가장 먼저 문을 연 철도 노선으로, 1867년 2월 5일 개통하였다.
블러프 항구에는 포보 해협에서 60 km 남쪽에 있는 스튜어트섬 하프문만에 쌍동선의 페리가 발착하고 있다. 이 항구는 또한 뉴질랜드의 선박이 남극으로 드나드는 관문이기도 하다.

## 기타
이 타운에는 일찍이 유명한 명소 중의 하나인 프레드 & 마이틀 플루테이(Fred and Myrtle Flutey) (현재는 사망)가 운영하는 〈파우아 하우스〉(Paua house)가 있었다. 파우아 하우스는 일반 방갈로의 외벽에 골고루 파우아 (헤리토리아와비)를 붙인 것이다. 이곳의 객실도 골고루 파우아의 장식이 있으며, 또한 파우아이 장식된 장식, 가구, 소품을 많이 모아 박물관으로도 운영했다. 그러나 이 집은 불행하게도 2007년 3월 매각되어, 크라이스트처치로 이축되어 전시되고 있다. 블러프 항구는 포보 해협에서 굴이나 고기잡이를 하는 어선들의 모항이기도 하다. 블러프 굴은 육즙이 많고, 맛있기로 유명하며, 또한 뉴질랜드에서도 별미로 알려져 있다. 불행하게도 굴 생산량은 양식장의 기생충 감염으로 인해 1990년대 후반부터 현저하게 감소하고 있다.